# Capromeryx minor
Capromeryx minor és una petita espècie extinta d'antilocàprid descoberta als pous de quitrà del Ranxo La Brea, a Califòrnia, on visqué durant el Plistocè, així com a Mèxic.
Mesurava uns 60 cm d'alçada al garrot i pesava uns 10 kg. No és clar si només els mascles tenien banyes o si en tenien els dos sexes. Les banyes es componien de dues parts amb un origen comú i que divergien en aproximadament 45°, amb una part dirigida cap a l'exterior i l'altra cap a l'interior.